# Journeyman (album)
Pour les articles homonymes, voir Journeyman.
Albums de Eric Clapton
Crossroads
(1988) 24 Nights
(1991)
Singles
1. Pretending
Sortie : novembre 1989
2. Bad Love
Sortie : 27 janvier 1990
3. No Alibis
Sortie : 7 avril 1990
4. Before You Accuse Me
Sortie : 5 mai 1990
5. Run So Far
Sortie : 11 août 1990

Journeyman est le onzième album studio d'Eric Clapton. Il est sorti le 7 novembre 1989 sur le label Reprise Records et a été produit par Russ Titelman.

## Historique
Malgré un son propre, plutôt pop et de belles mélodies, l’esprit de l'album est plus blues que les précédents, les guitares sont mises en valeur, Clapton amorce un nouveau changement de cap.
De nombreux invités participent à l'album, en particulier Phil Collins sur Bad Love, George Harrison sur Run so far, Chaka Khan sur Pretending et No Alibis, sur cette dernière est aussi présent Daryl Hall aux chœurs. Un tube bluesy, Old love (coécrit avec Robert Cray), dans lequel les guitares des deux musiciens se répondent. Old love sera repris plus tard sur Unplugged en 1992.
Journeyman fut disque d’or en France, Clapton est ainsi découvert par la jeune génération. Il contient une reprise du blues Before You Accuse Me de Bo Diddley et un classique du rock'n'roll Hound Dog popularisé par Elvis Presley.
Cet album se classa à la 16e place du Billboard 200 aux États-Unis où il fut certifié double disque de platine et à la 2e place des charts britanniques (certifié disque de platine).

## Liste des titres
| No  | Titre                  | Auteur                     | Durée |
| --- | ---------------------- | -------------------------- | ----- |
| 1.  | Pretending             | Jerry Lynn Williams        | 4:48  |
| 2.  | Anything for Your Love | Williams                   | 4:16  |
| 3.  | Bad Love               | Eric Clapton, Mick Jones   | 5:11  |
| 4.  | Running On Faith       | Williams                   | 5:27  |
| 5.  | Hard Times             | Ray Charles                | 3:00  |
| 6.  | Hound Dog              | Jerry Leiber, Mike Stoller | 2:26  |
| 7.  | No Alibis              | Williams                   | 5:32  |
| 8.  | Run So Far             | George Harrison            | 4:06  |
| 9.  | Old Love               | Clapton, Robert Cray       | 6:25  |
| 10. | Breaking Point         | Marty Grebb, Williams      | 5:37  |
| 11. | Lead Me On             | Cecil Womack, Linda Womack | 5:52  |
| 12. | Before You Acuse Me    | Bo Diddley                 | 3:55  |

## Musiciens
- Eric Clapton: chant, guitares
- Jerry Lynn Williams: guitare (1), chœurs (1)
- Robert Cray: guitare (2, 6, 9, 12)
- Phil Palmer: guitare (3)
- George Harrison: guitare (8), chœurs (8)
- John Tropea: guitare rythmique (5)
- Cecil Womack: guitare acoustique et chœurs (11)
- Nathan East: basse (1, 2, 4-7, 9-12), chœurs (1, 4, 7)
- Pino Palladino: basse (3)
- Greg Phillinganes: piano (1, 4, 5), claviers (2, 7, 10), synthétiseurs (8), chœurs (4, 7)
- Richard Tee: piano (2, 6, 7, 9, 12), Fender Rhodes (11)
- Alan Clark: orgue Hammond (1, 4, 10), synthétiseurs (1, 8, 9), claviers (3)
- Jeff Bova: synthétiseurs (1), programmation de synthétiseurs (2, 10), programmation de la batterie (10)
- Robbie Kondor: claviers (2), vocoder (2), programmation de la batterie (2), harmonica basse (2), synthétiseurs (6, 9, 12), programmation des synthétiseurs (7, 8)
- Rob Mounsey: synthétiseurs (8)
- Robby Kilgore: synthétiseurs (11)
- Jimmy Bralower: programmation de la batterie (1, 7, 8)
- Jim Keltner: batterie (2, 6, 8, 9, 10, 12), percussions (6), programmation de la batterie (8, 10), tambourin (9)
- Phil Collins: batterie (3), harmonies vocales (3), chœurs (3)
- Steve Ferrone: batterie (4, 5, 11), Hi Hat (10)
- Carole Steele: congas (1), tambourin (4), percussions (7, 8, 11)
- Arif Mardin: arrangements des cuivres (5), arrangements des cordes (11)
- Hank Crawford: saxophone alto (5)
- Ronnie Cuber: saxophone baryton (5)
- David Sanborn: saxophone alto (10)
- Jon Faddis: trompette (5)
- Lew Solof: trompette (5)
- Gary Burton: vibraphone (9)
- Linda Womack: chant (11)
- Chaka Khan: chœurs (1, 7)
- Tessa Niles: chœurs (3)
- Katie Kissoon: chœurs (3)
- Lani Groves: chœurs (4, 7)
- Daryl Hall: chœurs (7)
- Vanessa Thomas: chœurs (10)
- Tawatha Agee: chœurs (10)
- Rev. Timothy Wright Washington Temple Concert Choir: chorale (4)

## Charts
Charts album
| Pays             | Durée du classement | Meilleur classement |
| ---------------- | ------------------- | ------------------- |
| Allemagne        | 32 semaines         | 16e                 |
| Australie        | 8 semaines          | 27e                 |
| Autriche         | 1 semaine           | 29e                 |
| Canada           | 29 semaines         | 7e                  |
| États-Unis       | 51 semaines         | 16e                 |
| France           | 18 semaines         | 17e                 |
| Italie           | -                   | 11e                 |
| Norvège          | 24 semaines         | 2e                  |
| Nouvelle-Zélande | 2 semaines          | 43e                 |
| Pays-Bas         | 26 semaines         | 9e                  |
| Royaume-Uni      | 34 semaines         | 2e                  |
| Suède            | 10 semaines         | 3e                  |
| Suisse           | 18 semaines         | 7e                  |

Charts singles
| Année | Single               | Chart                  | Durée du classement | Position |
| ----- | -------------------- | ---------------------- | ------------------- | -------- |
| 1989  | Pretending           | Hot 100                | 11 semaines         | 55e      |
| 1989  | Pretending           | Mainstream Rock Tracks | 14 semaines         | 1er      |
| 1990  | Pretending           | UK Singles Chart       | 1 semaine           | 96e      |
| 1990  | Pretending           | RPM Top Singles        | 14 semaines         | 24e      |
| 1990  | Pretending           | Mega Top 50            | 9 semaines          | 29e      |
| 1990  | Bad Love             | Hot 100                | 5 semaines          | 88e      |
| 1990  | Bad Love             | Mainstream Rock Tracks | 21 semaines         | 1er      |
| 1990  | Bad Love             | UK Singles Chart       | 7 semaines          | 25e      |
| 1990  | Bad Love             | RPM Top Singles        | 12 semaines         | 36e      |
| 1990  | Bad Love             | Top 100                | 1 semaines          | 90e      |
| 1990  | Bad Love             | Mega Top 50            | 4 semaines          | 83e      |
| 1990  | No Alibis            | Mainstream Rock Tracks | 16 semaines         | 4e       |
| 1990  | No Alibis            | UK Singles Chart       | 4 semaines          | 53e      |
| 1990  | Before You Accuse Me | Mainstream Rock Tracks | 16 semaines         | 9e       |
| 1990  | Run so Far           | Mainstream Rock Tracks | 4 semaines          | 40e      |

## Certifications
| Pays        | Certification | Ventes      | Date       |
| ----------- | ------------- | ----------- | ---------- |
| Canada      | Platine       | 100 000+    | 31/05/1990 |
| États-Unis  | 2 × Platine   | 2 000 000 + | 19/03/1991 |
| France      | Or            | 100 000 +   | 1990       |
| Pays-Bas    | Or            | 50 000 +    | 1990       |
| Royaume-Uni | Platine       | 300 000 +   | 22/12/1989 |
| Suisse      | Or            | 25 000 +    | 1990       |